# Hartmut Kommerell
Hartmut Kommerell (* 25. Mai 1966 in Stuttgart, Baden-Württemberg) ist ein deutscher Spieleautor.

## Leben
Hartmut Kommerell wurde in Stuttgart geboren und verbrachte seine Kindheit und Jugend in Stuttgart, Moers und Owen. Sein Mathematikstudium absolvierte er an der Eberhard Karls Universität Tübingen und an der Humboldt-Universität zu Berlin. Den Abschluss machte er 1998 an der Technischen Universität Berlin. Seit 1998 arbeitet er hauptberuflich in Berlin in der Berechnung von Schließanlagen.
Im Alter von 16 Jahren veröffentlichte er Problemschach-Aufgaben in Printmedien, später folgten mehrere „Spiele im Heft“ beim Berliner Spieleanzeiger und der Spielbox. Als erstes Schachtelspiel wurde 1998 Die Seidenstraße bei Schmidt Spiele veröffentlicht. Der Schwerpunkt des Autors liegt bei abstrakten 2-Personen-Taktikspielen, jedoch hat er auch mehrere Kinderspiele veröffentlicht.
Kommerell ist ein aktives Mitglied der Spiele-Autoren-Zunft (SAZ) und ist seit 2015 dort im Vorstand tätig, 2015 bis 2017 war er stellvertretender Vorsitzender, seit 2017 ist er 1. Vorsitzender.

## Auszeichnungen
- 1997: Hippodice Spieleclub e.V. – 4. Platz mit „Bilder einer Ausstellung“ -> veröffentlicht 2000 erst als „online“, dann umbenannt zu „offline“ (Franjos)
- 1998: Hippodice Spieleclub e.V. – 5. Platz mit „Fette Beute“
- 1998: Hippodice Spieleclub e.V – Endrunde mit „Elefanten des Maharadschas“ -> veröffentlicht 1999 als „Störrisches Muli“ (Klee Spiele) & 2002 als „Trampelfanten“ (HABA)
- 1999: Hippodice Spieleclub e.V – Endrunde mit „Claim“
- 2005: Japan Board Game Prize – 3. Platz Kinderspiel mit „Pick A Dilly“ (AbacusSpiele)
- 2010: Landespreis der Spielkultur (AT / Steiermark) – 1. Platz Erwachsenenspiel mit „Sonnenseite“
- 2018: Das goldene Schaukelpferd 2018 – „Cookies“ – Nominiert in der Kategorie „Für die ganze Familie“

## Ludographie
| Jahr | Spieltitel                                                     | zusammen mit                                                           | Grafik                                        | Verlag                                       | Spieler | Alter   | Regeln                                         |
| ---- | -------------------------------------------------------------- | ---------------------------------------------------------------------- | --------------------------------------------- | -------------------------------------------- | ------- | ------- | ---------------------------------------------- |
| 2008 | Babbela                                                        |                                                                        |                                               | HiKu / Hiegemann & Kumparnaß                 | 2       | 10+     | de                                             |
| 2004 | Der kleine König – Badetag                                     |                                                                        | Hedwig Munck                                  | Schmidt Spiele                               | 2 - 5   | 5+      | de                                             |
| 1999 | Bambuti                                                        |                                                                        | Jürgen Martens                                | Adlung-Spiele                                | 2       | 12+     | de                                             |
| 2018 | Cookies                                                        |                                                                        | Annette Nora Kara Sabine Kondirolli           | Huch!                                        | 2 - 4   | 5+      | de / en / fr / nl                              |
| 2017 | Tulum                                                          |                                                                        | Cecilia Botta                                 | Djeco(F)                                     | 2 - 4   | 5+      | de / dk / en / fr / it / nl / p / ru / se / sp |
| 2008 | Finito!                                                        |                                                                        | Rayhle Design                                 | Schmidt Spiele – Easy Play                   | 2 - 4   | 8+      | de / en / fr / it / sp                         |
| 2009 | First around the World (Australia)                             | Quiz questions: + Robert Pryor, Peter Dockrill, Peter Göbel            | Robyn Latimer Carole Orbell Amy Laker         | Schmidt Spiele & Rader's Digest (Australia)  | 2 - 6   | 12+     | en                                             |
| 2008 | Reisefieber                                                    | Quizfragen: + Peter Göbel                                              | Matthias Catrein Christian Dekelver           | Schmidt Spiele & Reader’s Digest             | 2 - 6   | 12+     | de                                             |
| 2010 | Quiz Pyramide – das Original                                   | Quizfragen: + Birgit Gläser                                            | Martin Hoffmann Claus Stephan                 | Schmidt Spiele & Reader’s Digest             | 2 - 6   |         | de                                             |
| 2010 | Quiz Pyramide – Familien Edition                               | Quizfragen: + Birgit Gläser, Jens C. Bey                               | Claus Stephan                                 | Schmidt Spiele & Reader’s Digest             | 2 - 4   |         | de                                             |
| 2011 | Race to the top (Australia)                                    | Quiz questions: + Birgit Gläser, Robert Pryor, Peter Dockrill          | Kristina Giannikos                            | Schmidt Spiele & Reader’s Digest (Australia) | 2 - 6   |         | en                                             |
| 2015 | Indukto                                                        |                                                                        |                                               | RomBol                                       | 2       | 7+      | de                                             |
| 2009 | jUX                                                            |                                                                        |                                               | HiKu / Hiegemann & Kumparnaß                 | 2       | 8+      | de                                             |
| 2016 | Lücke mit Tücke                                                |                                                                        |                                               | RomBol                                       | 2       |         | de                                             |
| 2001 | Der kleine Eisbär und das Schollenhopsen                       |                                                                        | Hans de Beer                                  | Schmidt Spiele                               | 2 - 5   | 4+      | de                                             |
| 2001 | Kleine IJsbeer gaat schotsjespringen (Dutch)                   |                                                                        | Hans de Beer                                  | Selecta Spel en Hobby                        | 2 - 5   | 4+      | nl                                             |
| 2001 | Der kleine Eisbär – Post für Dich!                             |                                                                        | Hans de Beer                                  | Schmidt Spiele                               | 2 - 3   | 4+      | de                                             |
| 2003 | Der kleine Eisbär und die Schnee-Iglus                         |                                                                        | Hans de Beer                                  | Schmidt Spiele                               | 2 - 4   | 5+      | de                                             |
| 2003 | Plume construit un igloo (Dutch)                               |                                                                        | Hans de Beer                                  | Selecta Spel en Hobby                        | 2 - 4   | 5+      | nl                                             |
| 2003 | Ludoviel                                                       | + Friedemann Friese + Thorsten Gimmler, Andrea Meyer, Martina Hellmich | Lars-Arne „Maura“ Kalusky                     | Drübberholz e.V.                             | 1 - 8   | 10+     | de / en                                        |
| 2000 | Offline                                                        |                                                                        | Franz-Josef Schulte                           | Franjos                                      | 2 - 4   | 10+     | de                                             |
| 2000 | Online (wurde kurz nach dem Erscheinen in „Offline“ umbenannt) | 8+                                                                     | Franz-Josef Schulte                           | Franjos                                      | 2 - 4   | 10+     | de                                             |
| 2010 | Orado                                                          |                                                                        |                                               | HiKu / Hiegemann & Kumparnaß                 | 2       |         | de                                             |
| 2009 | Orthogo                                                        |                                                                        |                                               | HiKu / Hiegemann & Kumparnaß                 | 2       | 10+     | de                                             |
| 2006 | Pajonk                                                         |                                                                        |                                               | HiKu / Hiegemann & Kumparnaß                 | 2       | 10+     | de                                             |
| 2006 | Pajonk extreme                                                 |                                                                        |                                               | HiKu / Hiegemann & Kumparnaß                 | 2       | 10+     | de                                             |
| 2004 | Penki                                                          |                                                                        |                                               | HiKu / Hiegemann & Kumparnaß                 | 2       | 8+      | de                                             |
| 2005 | Pick a Dilly                                                   |                                                                        | Christof Tisch                                | AbacusSpiele                                 | 3 - 7   | 7+      | de / en / fr / it                              |
| 2007 | Quint-X                                                        |                                                                        |                                               | HiKu / Hiegemann & Kumparnaß                 | 2       | 8+      | de                                             |
| 1998 | Die Seidenstraße                                               |                                                                        |                                               | Schmidt Spiele                               | 2 - 7   | 10+     | de                                             |
| 2014 | Slow Fox                                                       |                                                                        |                                               | RomBol                                       | 2       | 7+      | de                                             |
| 2003 | Squaredance                                                    |                                                                        |                                               | HiKu / Hiegemann & Kumparnaß                 | 2       | 10+     | de                                             |
| 1999 | Das störrische Muli                                            |                                                                        | Anke Pohl, Thilo Rick, Dusan Senkerik, Bluguy | Klee Spiele                                  | 3 - 5   | 8+      | de                                             |
| 2002 | Trampelfanten                                                  |                                                                        | Edda Skibbe                                   | HABA / Habermaaß GmbH                        | 2 - 5   | 6+      | de                                             |
| 2008 | Wantu                                                          |                                                                        |                                               | HiKu / Hiegemann & Kumparnaß                 | 2       | 8+      | de                                             |
| 2006 | Wer hat’s?                                                     |                                                                        | Sascha Wiechert                               | Adlung-Spiele                                | 3 - 5   | (4+) 6+ | de / en / fr / it / nl / sp                    |
| 2016 | Penki                                                          |                                                                        |                                               | Gerhards Spiel & Design                      | 2       | 8+      | de                                             |
| 2014 | Quint-X                                                        |                                                                        |                                               | Gerhards Spiel & Design                      | 2       | 8+      | de                                             |
| 2014 | Wantu!                                                         |                                                                        |                                               | Mathe-Känguru / kangoeroe.org                | 2       | 8+      | be                                             |
| 2014 | WanToe – een tactisch ruilspel                                 |                                                                        |                                               | Mathe-Känguru / w4kangoeroe.nl               | 2       | 8+      | nl                                             |
| 2013 | Katalon – Strategiespiel für Vorausdenker                      |                                                                        |                                               | Mathe-Känguru                                | 2       | 8+      | de                                             |
| 2013 | Katalon – een strategiespel                                    |                                                                        |                                               | Mathe-Känguru / w4kangoeroe.nl               | 2       | 8+      | nl                                             |
| 2014 | Wantu                                                          |                                                                        |                                               | Mathe-Känguru                                | 2       | 8+      | de                                             |
| 2007 | Katalon                                                        |                                                                        |                                               | HiKu / Hiegemann & Kumparnaß                 | 2       | 8+      | de                                             |
| 2016 | Florentiner Puzzle                                             |                                                                        | Ferdinand Hein                                | F-Hein-Spiele                                | 1       | 7+      | de                                             |

| Jahr | Spieltitel             | Spielerzahl | Alter | zusammen mit       | Regeln | Grafik          | Verlag                                      | Serie                   | Heft-Nummer |
| ---- | ---------------------- | ----------- | ----- | ------------------ | ------ | --------------- | ------------------------------------------- | ----------------------- | ----------- |
| 2003 | Dominanz               | 2           |       |                    | de     | Christof Tisch  | SpielBox / W.Nostheide Verlag               | Edition Spielbox No. 60 | 1/2003      |
| 2005 | Hexenkessel            | 2           | 8+    |                    | de     | Christof Tisch  | SpielBox / W.Nostheide Verlag               | Edition Spielbox No. 73 | 6/2005      |
| 1999 | Lonely Heart           | 2           |       |                    | de     | Doris Matthäus  | SpielBox / W.Nostheide Verlag               | Edition Spielbox No. 40 | 4/1999      |
| 2009 | Mission Luna           | 2 - 4       | 6+    | + Martina Hellmich | de     | Christof Tisch  | spielböxchen / W.Nostheide Verlag           | Spiel im Heft           | 5           |
| 1998 | Salvatore und der Esel | 2           | 12+   |                    | de     | Franz Vohwinkel | SpielBox / W.Nostheide Verlag               | Edition Spielbox No. 33 | 2/1998      |
| 1998 | Squaredance            | 2           | 10+   |                    | de     | Franz Vohwinkel | SpielBox / W.Nostheide Verlag               | Edition Spielbox No. 32 | 1/1998      |
| 1996 | Wortbau                | beliebig    |       |                    | de     |                 | Berliner Spieleranzeiger / Martina Hellmich |                         | 3           |
| 1997 | Hugh                   | 2           |       |                    | de     |                 | Berliner Spieleranzeiger / Martina Hellmich |                         | 6           |
| 1998 | Dominanz               | 2           |       |                    | de     |                 | Berliner Spieleranzeiger / Martina Hellmich |                         | 7           |
| 1998 | Lückenbüßer            | 3 - 6       |       |                    | de     |                 | Berliner Spieleranzeiger / Martina Hellmich |                         | 8           |

| Jahr | Sammlungs-Titel | Spieltitel                           | Spielerzahl    | Alter | zusammen mit                                                           | Regeln                 | Grafik                    | Serie        | Verlag           |
| ---- | --------------- | ------------------------------------ | -------------- | ----- | ---------------------------------------------------------------------- | ---------------------- | ------------------------- | ------------ | ---------------- |
| 2010 | Easy Play XXL   | Finito                               | 2 - 4          | 8+    |                                                                        | de / en / fr / it / sp | Rayhle Design             | Easy Play    | Schmidt Spiele   |
| 2009 | Domino          | Dominanz, Burg-Domino, Hektik-Domino | 2 2 - 4, 2 - 4 |       |                                                                        | de                     |                           | Classic Line | Schmidt Spiele   |
| 2003 | Ludoviel        |                                      | 1 - 8          | 10+   | + Friedemann Friese + Thorsten Gimmler, Andrea Meyer, Martina Hellmich | de / en                | Lars-Arne „Maura“ Kalusky |              | Drübberholz e.V. |